# Навроцька Ольга Володимирівна
Ольга Володимирівна Навроцька, до шлюбу Вітвицька (нар. 15 лютого 1974, Київ, УРСР) — українська дизайнерка, режисерка, фотографка, стилістка, письменниця, власниця бренду NAVRO.

## Життєпис
Народилася у Києві, закінчила школу № 57. У дитинстві хотіла бути модельєркою одягу. У 14 років почала відвідувати студію нині відомої московської дизайнерки Аліси Толкачової, що мала тоді 20 років.
Після року занять вирішила вступити до Київського технологічного інституту легкої промисловості. Вступити не вийшло через великий конкурс, оскільки це був тільки перший рік набору художників-модельєрів. Після невдалої спроби Ольга пішла до мультиплікаційної студії і почала вивчати ази мультиплікації.
Потім пішла вчитися на географічний факультет заочно.
Почала писати казку і захотіла її проілюструвати. Зрозумівши, що її не вистачає академпідготовки, пішла малювати до своєї тітки, художниці і майстрині гобелена. Тричі на тиждень вони писали натюрморти, гіпс, плели гобелени. Створюючи ескізи до своїх оповідань, плавно перейшла на ескізи одягу.

### Початок кар'єри
Працювала помічницею президента нафтової компанії. В одній будівлі з цією компанією знаходився офіс «Русского Радио», програмною директором якого була українська співачка Ольга Горбачова. Їх познайомив колишній чоловік Навроцької.
Одного разу Горбачова попросила показати ескізи, які вона хотіла показати Ірині Білик.
Так Навроцька почала працювати з Білик, першим проєктом став сольний концерт «Ома» Білик 1997 року, для якого Навроцька створила одяг Білик та її балету.
Займалася створенням одягу для музичних кліпів, працювала стилісткою для журналів Viva, ELLE, FHM, для телевізійних мюзиклів і шоу «Танці з зірками».

### З 2005 року
Ольга Навроцька працювала в проєкті «Шанс», де одягала учасників. 2005 року відкрила студію дизайнерського одягу, 2007 — зареєструвала ТМ NAVRO.
18 лютого 2011 року відбулася презентація книги Навроцької «Життя після смерті Маші звичайної». У травні 2011-го показала свою першу колекцію під брендом NAVRO.
У 2012 році презентувала дебютний короткометражний фільм «Інспектор» — життєстверджуючу історію про кінець світу. Головний меседж фільму: «Хороших людей все-таки більше, саме це нас і врятує».
Навесні 2012 року Ольга Навроцька спільно зі стилісткою Ольгою Слонь запустила другу лінію одягу QUEEN CASUAL by NAVRO. Під цією маркою були випущені три колекції.
Першу свою дизайнерську колекцію Little House Навроцька показала в рамках Ukrainian Fashion Week в 2014 році. З 2016 торгова марка NAVRO вийшла на міжнародний ринок.
У 2018 році зняла кліп для Fahot — «Мантра» та для гурту ТНМК — «Янголи».
Літом цього ж року показала fashion video Inseparable (fashion-video) на фестивалі La Jolla Fashion Film Festival в Каліфорнії Ольга Навроцька була представленна в семи номінаціях, та отримала приз як «Кращий художник по костюмах» та «Найкраще відео» за ролик «Inseparable» («Нерозлучні»).
Як художниця з костюмів співпрацювала з Іриною Білик, Таїсією Повалій, Глюкозою, Світланою Лободою, Ані Лорак, Тіною Кароль, Марією Єфросініною, Вірою Брежнєвою, Наталею Могилевською, Аллою Пугачовою, Філіпом Кіркоровим, Андрієм Данилком, Валерією, Сергієм Лазарєвим, Людмилою Гурченко, Олексієм Чадовим, групою ВІА Гра і Валерієм Меладзе, Жанною Фріске.

## Приватне життя
Перший шлюб: Навроцький.
З 2009 у стосунках з Олегом Михайлютою (Фагот із ТНМК).

## Премії
- 2004 — «Стиліст року» в конкурсі «Чорна перлина»;
- 2009 — «Ікона стилю» від Elle Awards;
- 2009 — «Кращий стиліст» від Best Ukrainian Awards;
- 2014 — приз від Best Fashion Awards, спеціальна премія від журналу Viva «Дизайнер з найсильнішою громадянською позицією»[3];
- 2018 — на фестивалі La Jolla Fashion Film Festival в Каліфорнії Ольга Навроцька була представленна в семи номінаціях, та отримала приз як «Кращий художник по костюмах» та «Найкраще відео» за ролик «Inseparable» («Нерозлучні»)[4];
- 2019 — «Жінка України 2019» від журналу «Единственная». Перемога в номінації «Мода і краса» — Ольга Навроцька[5].

## Режисерські роботи
- 2009 — Тетяна Піскарьова — «Обручальных колец»;
- 2010 — ТНМК — «Шоколад»;
- 2010 — Віталій Козловський — «Надо любить»;
- 2010 — Наталія Могилевська — «Морские звёзды»;
- 2010 — ТНМК — «Проїхали»;
- 2010 — Ольга Лима — «Говорила мама»;
- 2011 — Инди — «Холодный дождь»;
- 2011 — ТНМК и Mgzavrebi — «Qari Qris»;
- 2012 — Фільм «Інспектор»;
- 2012 — Diana69 feat. Кекс — «Позволь полюбить»;
- 2012 — Наталія Могилевська — «Изменница»;
- 2012 — ДиО фильмы — «Открытая рана»;
- 2012 — Наталія Могилевська — «На грани»;
- 2012 — Тетяна Піскарьова — «Женщины любят глазами»;
- 2013 — NAVRO CAMPAIGN EVENING DRESSES;
- 2013 — Real O — «Без него»[6];
- 2014 — Даша Медовая — «Заковано море»;
- 2016 — Жемчуг — «Солнце мое»;
- 2018 — Fahot — «Мантра»;
- 2018 — ТНМК — «Янголи»;
- 2018 — Inseparable (fashion-video).

## Громадська діяльність
2014 року взяла участь у зйомці для благодійного календаря «Щирі», присвяченого українському національному костюму та його популяризації. Проєкт було реалізовано зусиллями ТЦ «Домосфера» та комунікаційної агенції Gres Todorchuk. Усі кошти від реалізації календаря було передано на допомогу пораненим бійцям АТО до Київського військового шпиталю та центру волонтерства Українського католицького університету «Волонтерська Сотня».